# Docirava medmaria
Docirava medmaria är en fjärilsart som beskrevs av Walker 1863. Docirava medmaria ingår i släktet Docirava och familjen mätare. Inga underarter finns listade i Catalogue of Life.